# Porte des Sablons
La porte des Sablons est une porte de Paris, en France, située dans le bois de Boulogne et rattachée au 16e arrondissement. 

## Situation et accès
La porte des Sablons est située à l'orée du bois de Boulogne et localisée à 1 km à l'ouest de la porte Maillot et 1,1 km à l'est de la porte de Neuilly. Elle se situe à la limite du prolongement du boulevard Maurice-Barrès avec le boulevard Maillot, face au boulevard des Sablons et à la route de la Porte-des-Sablons-à-la-Porte-Maillot, entre Paris et Neuilly-sur-Seine.
La porte des Sablons constitue un accès au bois de Boulogne à partir de Neuilly-sur-Seine. Elle donne sur le Jardin d'acclimatation et est l'accès le plus direct au musée national des Arts et Traditions populaires. Elle est située non loin du pavillon d'Armenonville dans le bois.
La porte des Sablons n'a aucun accès direct aux voies du périphérique.
La porte des Sablons est desservie par la ligne 1 à la station Les Sablons.

## Historique
Porte d'entrée nord du bois, elle ne faisait pas partie de l'enceinte de Thiers.
S'y trouvent deux des anciens pavillons d'entrée du bois de Boulogne, créés par l'architecte Gabriel Davioud dans le cadre des travaux haussmanniens, sous lesquels a lieu le réaménagement du bois.
Sa dénomination rappelle l'ancienne plaine des Sablons, ainsi nommée à cause de ses gisements de sable où se trouvaient des carrières utilisées pour extraire le sable nécessaire aux travaux parisiens.